# VM i skak 1960
VM i skak 1960 var en match som stod mellem den regerende verdensmester i skak Mikhail Botvinnik fra Sovjetunionen og udfordreren hans landsmand Mikhail Tal, som fandt sted i Moskva, Sovjetunionen 15. marts – 7. maj 1960. Matchen gjaldt 24 partier med sejr til titelholderen ved uafgjort 12 – 12. Tal vandt matchen 12½ – 8½, og blev dermed den niende – og indtil da yngste – verdensmester i skak.

## Baggrund
Mikhail Botvinnik havde afbrudt af Vassilij Smyslov som var verdensmester 1957 – 1958 siddet på verdensmesterskabet siden 1948.
Mikhail Tal vandt interzoneturneringen i Portoroz i 1958 og kvalificerede sig til kandidatturneringen sammen med landsmanden Tigran Petrosian, Bobby Fischer fra USA, Friðrik Ólafsson fra Island, Pal Benko (ungarsk:Pál Benkő), som var hoppet af fra Ungarn til USA og Svetozar Gligorić fra Jugoslavien. Derudover var Vassilij Smyslov som taber af den seneste VM-match og Paul Keres som toer i den seneste kandidatturnering kvalificeret direkte til kandidatturneringen som blev spillet i de jugoslaviske byer Bled (de første to runder), Zagreb (tredje runde) og Beograd (fjerde runde).

### Kandidatturneringens turneringstabel
| Kandidatturneringen Bled/Zagreb/Beograd 1959 | Kandidatturneringen Bled/Zagreb/Beograd 1959 | Kandidatturneringen Bled/Zagreb/Beograd 1959 | Kandidatturneringen Bled/Zagreb/Beograd 1959 | Kandidatturneringen Bled/Zagreb/Beograd 1959 | Kandidatturneringen Bled/Zagreb/Beograd 1959 | Kandidatturneringen Bled/Zagreb/Beograd 1959 | Kandidatturneringen Bled/Zagreb/Beograd 1959 | Kandidatturneringen Bled/Zagreb/Beograd 1959 | Kandidatturneringen Bled/Zagreb/Beograd 1959 | Kandidatturneringen Bled/Zagreb/Beograd 1959 |
| Nr.                                          | Spiller                                      | 1                                            | 2                                            | 3                                            | 4                                            | 5                                            | 6                                            | 7                                            | 8                                            | Points i alt                                 |
| -------------------------------------------- | -------------------------------------------- | -------------------------------------------- | -------------------------------------------- | -------------------------------------------- | -------------------------------------------- | -------------------------------------------- | -------------------------------------------- | -------------------------------------------- | -------------------------------------------- | -------------------------------------------- |
| 1                                            | Mikhail Tal                                  | - –                                          | 0 0 1 0                                      | ½ ½ ½ ½                                      | 0 1 ½ 1                                      | 1 1 1 1                                      | 1 ½ 1 1                                      | 1 1 1 ½                                      | 1 1 1 ½                                      | 20                                           |
| 2                                            | Paul Keres                                   | 1 1 0 1                                      | – -                                          | 0 ½ ½ ½                                      | 1 ½ ½ 0                                      | 0 1 0 1                                      | ½ ½ 1 1                                      | 1 1 1 0                                      | 1 1 1 1                                      | 18½                                          |
| 3                                            | Tigran Petrosian                             | ½ ½ ½ ½                                      | 1 ½ ½ ½                                      | – -                                          | ½ ½ 0 ½                                      | 1 1 ½ ½                                      | 0 ½ ½ 1                                      | 1 0 0 ½                                      | ½ 1 1 ½                                      | 15½                                          |
| 4                                            | Vassilij Smyslov                             | 1 0 ½ 0                                      | 0 ½ ½ 1                                      | ½ ½ 1 ½                                      | – -                                          | ½ ½ 1 0                                      | 0 ½ 1 0                                      | ½ 1 ½ 1                                      | ½ 0 1 1                                      | 15                                           |
| 5                                            | Bobby Fischer                                | 0 0 0 0                                      | 1 0 1 0                                      | 0 0 ½ ½                                      | ½ ½ 0 1                                      | – -                                          | 1 0 ½ ½                                      | 0 1 ½ 1                                      | ½ 1 ½ 1                                      | 12½                                          |
| 6                                            | Svetozar Gligorić                            | 0 ½ 0 0                                      | ½ ½ 0 0                                      | 1 ½ ½ 0                                      | 1 ½ 0 1                                      | 0 1 ½ ½                                      | – -                                          | ½ ½ 1 0                                      | ½ 1 ½ ½                                      | 12½                                          |
| 7                                            | Friðrik Ólafsson                             | 0 0 0 ½                                      | 0 0 0 1                                      | 0 1 1 ½                                      | ½ 0 ½ 0                                      | 1 0 ½ 0                                      | ½ ½ 0 1                                      | – -                                          | 0 0 ½ 1                                      | 10                                           |
| 8                                            | • Pal Benko                                  | 0 0 0 ½                                      | 0 0 0 0                                      | ½ 0 0 ½                                      | ½ 1 0 0                                      | ½ 0 ½ 0                                      | ½ 0 ½ ½                                      | 1 1 ½ 0                                      | – -                                          | 8                                            |

## Matchregler
Reglerne for matchen var de samme, man havde brugt i de forudgående VM-matcher: Bedst af 24 partier, mesteren beholder titlen ved uafgjort.

## Matchresultat
| VM matchen Botvinnik-Tal, 1960 | VM matchen Botvinnik-Tal, 1960 | VM matchen Botvinnik-Tal, 1960 | VM matchen Botvinnik-Tal, 1960 | VM matchen Botvinnik-Tal, 1960 | VM matchen Botvinnik-Tal, 1960 | VM matchen Botvinnik-Tal, 1960 |
| Parti                          | Dato (1960)                    | Hvid                           | Sort                           | Resultat                       | I alt Botvinnik                | I alt Tal                      |
| ------------------------------ | ------------------------------ | ------------------------------ | ------------------------------ | ------------------------------ | ------------------------------ | ------------------------------ |
| 1                              | 15. marts                      | Tal                            | Botvinnik                      | 1 - 0                          | 0                              | 1                              |
| 2                              | 17. marts                      | Botvinnik                      | Tal                            | ½ - ½                          | ½                              | 1½                             |
| 3                              | 19. marts                      | Tal                            | Botvinnik                      | ½ - ½                          | 1                              | 2                              |
| 4                              | 22. marts                      | Botvinnik                      | Tal                            | ½ – ½                          | 1½                             | 2½                             |
| 5                              | 24. marts                      | Tal                            | Botvinnik                      | ½ – ½                          | 2                              | 3                              |
| 6                              | 26. marts                      | Botvinnik                      | Tal                            | 0 - 1                          | 2                              | 4                              |
| 7                              | 29. marts                      | Tal                            | Botvinnik                      | 1 - 0                          | 2                              | 5                              |
| 8                              | 31. marts                      | Botvinnik                      | Tal                            | 1 - 0                          | 3                              | 5                              |
| 9                              | 2. april                       | Tal                            | Botvinnik                      | 0 - 1                          | 4                              | 5                              |
| 10                             | 5. april                       | Botvinnik                      | Tal                            | ½ - ½                          | 4½                             | 5½                             |
| 11                             | 7. april                       | Tal                            | Botvinnik                      | 1 - 0                          | 4½                             | 6½                             |
| 12                             | 12. april                      | Botvinnik                      | Tal                            | ½ - ½                          | 5                              | 7                              |
| 13                             | 14. april                      | Tal                            | Botvinnik                      | ½ – ½                          | 5½                             | 7½                             |
| 14                             | 19. april                      | Botvinnik                      | Tal                            | ½ – ½                          | 6                              | 8                              |
| 15                             | 21. april                      | Tal                            | Botvinnik                      | ½ – ½                          | 6½                             | 8½                             |
| 16                             | 23. april                      | Botvinnik                      | Tal                            | ½ - ½                          | 7                              | 9                              |
| 17                             | 26. april                      | Tal                            | Botvinnik                      | 1 - 0                          | 7                              | 10                             |
| 18                             | 28. april                      | Botvinnik                      | Tal                            | ½ – ½                          | 7½                             | 10½                            |
| 19                             | 3. maj                         | Tal                            | Botvinnik                      | 1 - 0                          | 7½                             | 11½                            |
| 20                             | 5. maj                         | Botvinnik                      | Tal                            | ½ - ½                          | 8                              | 12                             |
| 21                             | 7. maj                         | Tal                            | Botvinnik                      | ½ - ½                          | 8½                             | 12½                            |

## Matchens partier
Tekst mangler, hjælp os med at skrive teksten